# Ion Roată
Ion Roată, conosciuto anche come Moş Ion Roată (Câmpuri, 31 marzo 1806 – Bujoreni, 20 febbraio 1882), è stato un politico romeno.

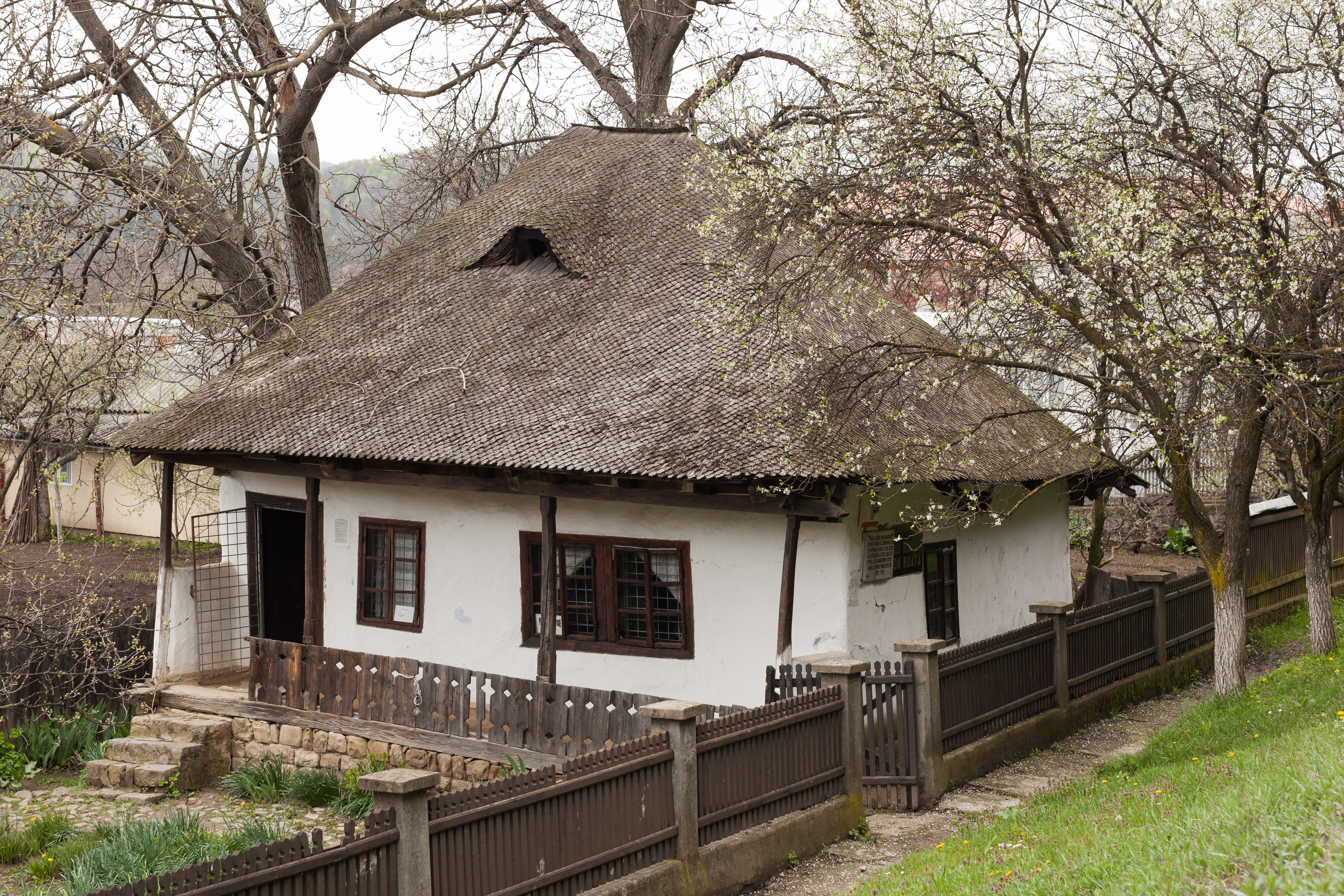
Casa commemorativa di Moș Ion Roată a Câmpuri

Di origini contadine, venne eletto al cosiddetto Divanul Ad-hoc moldavo come rappresentante dell'allora Distretto di Putna. Roată fu un accanito sostenitore dell'unione dei Principati danubiani ed appoggiò la nomina a Principe di Moldavia di Alexandru Ioan Cuza, suo personale amico, del quale caldeggiò successivamente anche l'elezione a Principe di Valacchia per consentire di fatto l'unione dei due principati.
Roată è noto inoltre per essere stato uno dei sostenitori della riforma agraria in Moldavia prima ed in tutta la Romania poi.